# Bogorodickij rajon
Il Bogorodickij rajon (in russo Богородицкий район?) è un rajon dell'Oblast' di Tula, in Russia. Istituito nel 1924, il capoluogo è Bogorodick.